# Mährens
 Mährens est une ile allemande inhabitée située entre les deux îles de Rügen et de Ummanz en Mecklembourg-Poméranie-Occidentale.
Mährens fait 150m de long sur 100m de large et  s'élève à 3 mètres au-dessus du niveau de la mer. Elle se situe en plein cœur du Parc national du lagon de Poméranie occidentale et est interdite d’accès sans autorisation.